# Kraftwerk Gönyű
Das Kraftwerk Gönyű ist ein Gas-und-Dampf-Kombikraftwerk im Komitat Győr-Moson-Sopron an der Grenze zur Slowakei und zu Österreich.
Die Bauarbeiten begann 2009 mit Siemens als Generalunternehmer und E.ON Erőművek Kft., eine Tochtergesellschaft der E.ON Kraftwerke GmbH, Hannover, als Auftraggeber. 2011 wurde das Kraftwerk in Anwesenheit des ungarischen Staatspräsidenten Pál Schmitt inbetriebgenommen. Die Baukosten betrugen 400 Millionen Euro. 2017 wurde das Kraftwerk von E.ON in die Uniper abgespalten. Im Februar 2024 wurde bekannt, dass das Kraftwerk an Veolia Invest Ungary Zrt, einer Tochter der Veolia, verkauft werden soll.
Das Kraftwerk hat nur einen Block. Die Anordnung der beiden Turbinen erfolgt auf einer Welle. Der Gesamtwirkungsgrad beträgt 59 %. Hauptbrennstoff ist Erdgas. Für 16 Tage Betriebszeit ist ein Vorrat mit Schweröldestillaten vorhanden.
Das Kraftwerk befindet sich am rechten Donauufer. Aus der Donau wird auch das notwendige Kühlwasser entnommen.